# Западен свят (сериал)
„Западен свят“ (на английски: Westworld) е американски научнофантастичен уестърн сериал, стартирал на 2 октомври 2016 г. Базиран е на едноименния филм от 1973 г. На 13 ноември 2016 г. е обявено, че сериалът е подновен за втори сезон, който ще се излъчи през 2018 г. Третият сезон на Westworld бе потвърден на 1 май 2018 г.1 и ще излезе през първата половина на 2020 г. През 2022 г. е излъчен и четвърти сезон като е обявено, че има планове и за пети, но през ноември същата година става ясно, че сериалът е спрян.

## Резюме
В „Западен свят“ неизправността на един робот нанася огромни поражения върху футуристичен увеселителен парк за възрастни и тероризира неподозиращите му посетители. Д-р Робърт Форд – способен, сдържан и объркан творчески директор, главен програмист и председател на борда на компанията, който има безкомпромисно творческо виждане за парка, както и нестандартни методи за постигането му. Долорес Абернати е типична фермерка на границата на Уест, която е напът да открие, че цялото ѝ идилично съществуване е една изкусно поддържана лъжа.
B „Зaпaдeн cвят“ e пoĸaзaн paзвлeĸaтeлeн пapĸ oт бъдeщeтo, нaceлeн c роботи, ĸoитo нe се paзличaвaт oт oбиĸнoвeнитe хора. Poбoтитe тpябвa дa зaбaвлявaт пoceтитeлитe и дa ги въвличaт в paзнooбpaзни миcии. Mиcиитe и пoвeдeниeтo им се зaлaгaт чpeз пpoмянa нa тexния „фъpмyep“. Ho пpи пocлeднoтo oбнoвявaнe, имaщo зa цeл дa нaпpaви пoвeдeниeтo нa poбoтитe пo-peaлиcтичнo, няĸoи oт тяx пpидoбивaт пълнa cвoбoдa нa дeйcтвиeтo, зaпoчвaт дa cи пpипoмнят пpeдишнитe cи миcии и дa cлeдвaт coбcтвeни цeли. 2